# NGC 4238
NGC 4238 (również PGC 39366 lub UGC 7308) – galaktyka spiralna (Scd), znajdująca się w gwiazdozbiorze Smoka. Odkrył ją William Herschel 20 marca 1790 roku.